# Holger Löwenadler

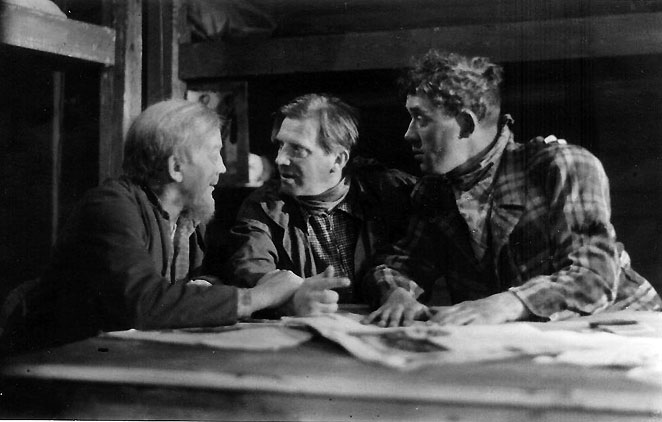
Escena de De ratones y hombres, en el Teatro Dramaten, con Axel Högel, Lars Hanson y Holger Löwenadler

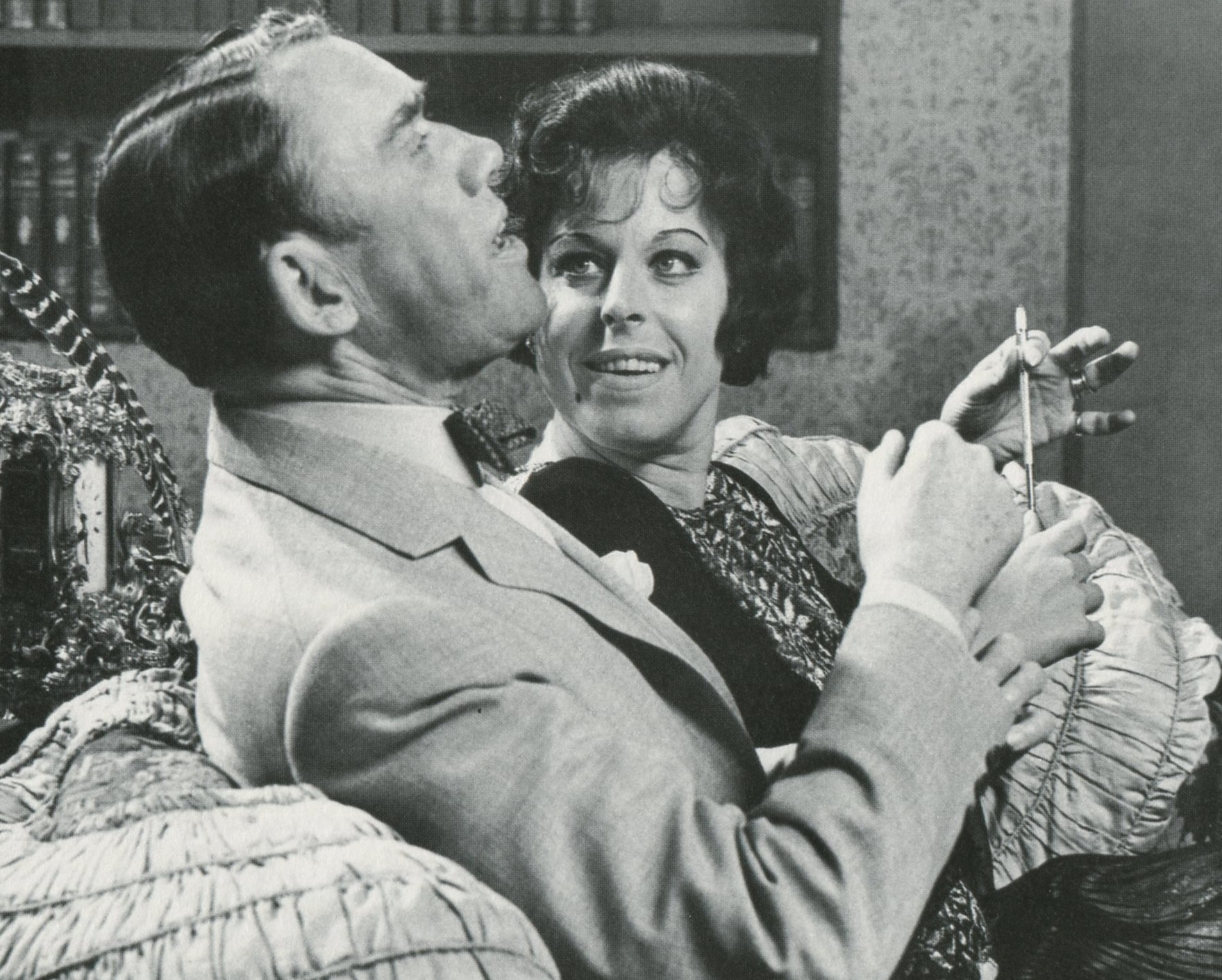
Löwenadler con Margaretha Krook en 1963

Holger Löwenadler (1 de abril de 1904 – 18 de junio de 1977) fue un actor teatral, cinematográfico y televisivo de nacionalidad sueca. Es conocido por actuar en la película de Ingmar Bergman Barco a la India (1947), y en Frånskild (1951), film con guion de Bergman.

## Biografía
Nacido en Jönköping, Suecia, Löwenadler superó en 1921 el examen de preparación para la universidad, inscribiéndose ese año en un centro educativo de la Universidad de Gotemburgo. 
Comenzó su carrera de actor en el Lorensbergsteatern de Gotemburgo, ingresando en 1923, a los 19 años de edad, en la escuela de interpretación del Teatro Dramaten, donde se graduó en 1927. Su debut como actor en el Teatro Dramaten tuvo lugar en 1926. Posteriormente trabajó tres años en Finlandia.
En 1930 empezó a actuar en el Blancheteatern, comprometiéndose en 1941 de nuevo con el Dramaten, teatro en el que permaneció durante más de treinta años.
Obtuvo el Premio O'Neill en 1965, y el 4 de octubre de 1966 recibió el premio anual de la crítica teatral sueca por su actuación en la obra Markurells i Wadköping, representada en el Dramaten.
Su debut en el cine llegó en 1932 en el film de Gunnar Skoglund Landskamp, actuando a lo largo de su carrera en más de 70 producciones cinematográficas y televisivas. Hablaba francés con fluidez, obteniendo el éxito internacional con el film de Louis Malle Lacombe Lucien (1974), con el cual obtuvo tres premios cinematográficos al mejor actor de reparto.
Holger Löwenadler falleció en Estocolmo, Suecia, en 1977. Fue enterrado en el Cementerio Norra begravningsplatsen de Estocolmo.

## Teatro (selección)
- 1924 : Äventyrens värld, de Christian Günther, escenografía de Karl Hedberg, Teatro Dramaten
- 1926 : Societet, de W. Somerset Maugham, escenografía de Gustaf Linden, Dramaten
- 1926 : Santa Juana, de George Bernard Shaw, escenografía de Gustaf Linden, Dramaten
- 1927 : Doktor Mirakel, de Robert de Flers y François Wiener, escenografía de Karl Hedberg,| Dramaten
- 1930 : Pengar på gatan, de Rudolf Bernauer y Rudolf Oesterreicher, escenografía de Harry Roeck-Hansen, Blancheteatern[4]
- 1930 : Storken, de Thit Jensen, escenografía de Harry Roeck Hansen, Blancheteatern[5]
- 1931 : Bandet, de August Strindberg, escenografía de Harry Roeck-Hansen, Blancheteatern[6]
- 1931 : Madame ordnar allt, de M. Aubergson, escenografía de Harry Roeck-Hansen, Blancheteatern[7]
- 1931 : Sex appeal, de Frederick Lonsdale, escenografía de Harry Roeck-Hansen, Blancheteatern[8]
- 1931 : Vägen framåt, de Helge Krog, escenografía de Harry Roeck-Hansen, Blancheteatern[9]
- 1931 : Storken, de Thit Jensen, escenografía de Harry Roeck Hansen, Blancheteatern
- 1931 : Till polisens förfogande, de Max Alsberg y Otto Ernst Hesse, escenografía de Harry Roeck-Hansen, Blancheteatern[10]
- 1932 : Kamrat Arina står brud, de I. M. Wolkow, escenografía de Harry Roeck-Hansen, Blancheteatern[11]
- 1932 : Fallna änglar, de Noël Coward, escenografía de Sture Baude, Blancheteatern[12]
- 1932 : Syndafloden, de Henning Berger, escenografía de Harry Roeck-Hansen, Blancheteatern[13]
- 1932 : Harrys bar, revista de Berndt Carlberg y Gösta Chatham,  escenografía de Nils Johannisson, Blancheteatern[14]
- 1932 : Hotellrummet, de Pierre Rocher, escenografía de Harry Roeck-Hansen, Blancheteatern[15]
- 1932 : Urspårad, de Karl Schlüter, escenografía de Svend Gade, Blancheteatern[16]
- 1932 : Obs, nymålat, de René Fauchois, escenografía de Harry Roeck-Hansen, Blancheteatern[17]
- 1933 : Livet har rätt, de Dicte Sjögren, escenografía de Harry Roeck-Hansen, Blancheteatern[18]
- 1933 : Hela havet stormar, de Ronald Mackenzie, escenografía de Per Lindberg, Blancheteatern[19]
- 1933 : Noche de reyes, de William Shakespeare, escenografía de Per Lindberg, Blancheteatern[20]
- 1933 : Vi Hallams, de Rose Franken, escenografía de Knut Martin, Blancheteatern[21]
- 1933 : Spillror, de Dicte Sjögren, escenografía de Harry Roeck-Hansen, Blancheteatern[22]
- 1934 : De hundra dagarna, de Benito Mussolini y Giovacchino Forzano, escenografía de Rune Carlsten, Dramaten
- 1934 : Ingen rädder, de Allan Scott y George Height, escenografía de Knut Martin, Blancheteatern[23]
- 1934 : Razzia, revista de Kar de Mumma, escenografía de Harry Roeck-Hansen, Blancheteatern[24]
- 1934 : Domino, de Marcel Achard, escenografía de Per Lindberg, Blancheteatern[25]
- 1935 : Processen Bennet, de Edward Wooll, escenografía de Harry Roeck-Hansen, Blancheteatern[26]
- 1935 : Familjen Cantrell, de Louis De Geer, escenografía de Ester Roeck-Hansen, Blancheteatern[27]
- 1935 : Bizarr musik, de Rodney Ackland, escenografía de Harry Roeck-Hansen, Blancheteatern[28]
- 1935 : Han, hon och han, de Noël Coward, escenografía de Ragnar Arvedson, Blancheteatern[29]
- 1935 : Gatumusikanter, de Paul Schurek, escenografía de Sigurd Magnussøn, Blancheteatern[30][31]
- 1935 : Livets gyllene ögonblick, de Keith Winters, escenografía de Harry Roeck-Hansen, Blancheteatern[32]
- 1936 : Bättre mans barn, de Gertrude Friedberg, escenografía de Harry Roeck-Hansen, Blancheteatern ,[33] Vasateatern[34]
- 1936 : Måste, de Emlyn Williams, escenografía de Arthur Natorp, Blancheteatern[35]
- 1936 : Hm, sa greven, revista de Kar de Mumma, escenografía de Harry Roeck Hansen, Blancheteatern[36]
- 1936 : Getingboet, de G.S. Donisthorpe, escenografía de Harry Roeck-Hansen, Blancheteatern[37]
- 1936 : En dotter av Kina, de Hsiung Shih-i, escenografía de Johan Falck, Blancheteatern[38]
- 1937 : Kunglighet, de Robert Emmet Sherwood, escenografía de Harry Roeck-Hansen, Blancheteatern[39]
- 1937 : Hans första premiär, de Svend Rindom, escenografía de Harry Roeck-Hansen, Blancheteatern[40]
- 1937 : Min son är min, de D. H. Lawrence, escenografía de Harry Roeck-Hansen, Blancheteatern[41]
- 1938 : Min hustru doktor Carson, de St. John Greer Ervine, escenografía de Harry Roeck-Hansen, Blancheteatern[42]
- 1939 : Madame Bovary, de Gaston Baty, escenografía de Harry Roeck-Hansen, Blancheteatern[43]
- 1939 : Vibrationer, de Charles Morgan, escenografía de Harry Roeck-Hansen, Blancheteatern[44]
- 1940 : Tony ritar en häst, de Lesley Storm, escenografía de Harry Roeck-Hansen, Blancheteatern[45]
- 1940 : Här har jag varit förut, de J. B. Priestley, escenografía de Harry Roeck-Hansen, Blancheteatern[46]
- 1940 : De ratones y hombres, de John Steinbeck, escenografía de Alf Sjöberg, Dramaten
- 1940 : Hyggliga människor, de Irwin Shaw, escenografía de Olof Molander, Blancheteatern[47]
- 1941 : Tío Vania, de Antón Chéjov, escenografía de Harry Roeck-Hansen, Blancheteatern[48]
- 1941 : På solsidan, de Helge Krog, escenografía de Hans Jacob Nilsen, Blancheteatern[49]
- 1941 : Gudarna le, de A. J. Cronin, escenografía de Carlo Keil-Möller, Dramaten
- 1942 : Beredskap, de Gunnar Ahlström, escenografía de Alf Sjöberg, Dramaten
- 1944 : Innanför murarna, de Henri Nathansen, escenografía de Carlo Keil-Möller, Dramaten
- 1948 : En vildfågel, de Jean Anouilh, escenografía de Rune Carlsten, Dramaten
- 1950 : Brand, de  Henrik Ibsen, escenografía de Alf Sjöberg, Dramaten
- 1951 : Diamanten, de Friedrich Hebbel, escenografía de Rune Carlsten, Dramaten
- 1959 : Den Politiske Kandestøber, de Ludvig Holberg, escenografía de Rune Carlsten, Dramaten/Folkan
- 1963 : Svejk i andra världskriget, de Bertolt Brecht, escenografía de Alf Sjöberg, Dramaten
- 1967 : Flickan i Montreal, de  Lars Forssell, escenografía de Jackie Söderman, Dramaten
- 1967 : Un delicado equilibrio, de  Edward Albee, escenografía de Bo Widerberg, Dramaten
- 1967 : Dödsdansen, de August Strindberg,  escenografía de Ulf Palme, Dramaten
- 1968 : Markurells i Wadköping, de Hjalmar Bergman, escenografía de Eva Sköld, Malmö stadsteater
- 1972 : El pato silvestre, de Henrik Ibsen, escenografía de Ingmar Bergman, Dramaten[50]
- 1972 : Swedenhielms, de Hjalmar Bergman, escenografía de Bo G. Forsberg, Malmö stadsteater
- 1973 : El avaro, de Molière, escenografía de Bertil Lundén, Riksteatern[51]

## Filmografía
- 1932 : Landskamp
- 1933 : Kärlek och dynamit
- 1935 : Simon i Backabo
- 1935 : Bränningar
- 1935 : Skärgårdsflirt
- 1935 : Grabbarna i 57:an
- 1936 : Kärlek och monopol
- 1936 : Fröken blir piga
- 1937 : En flicka kommer till sta'n
- 1937 : Ryska snuvan
- 1937 : Lyckliga Vestköping
- 1938 : Du gamla du fria
- 1940 : Med livet som insats
- 1940 : Vildmarkens sång
- 1940 : Bastard
- 1940 : Den blomstertid
- 1941 : Landstormens lilla argbigga
- 1941 : Gentlemannagangstern
- 1942 : Jacobs stege
- 1942 : Rid i natt!
- 1942 : Himlaspelet
- 1943 : Stora skrällen
- 1943 : I brist på bevis
- 1943 : Ordet
- 1943 : Natt i hamn
- 1944 : Kejsarn av Portugallien
- 1944 : Kungajakt
- 1945 : Resan bort
- 1945 : Mans kvinna
- 1946 : Johansson och Vestman
- 1946 : Iris och löjtnantshjärta
- 1947 : Barco a la India
- 1948 : På dessa skuldror
- 1949 : Kvinna i vitt
- 1950 : Hjärter knekt
- 1950 : Mamma gör revolution
- 1951 : Frånskild
- 1952 : Farlig kurva
- 1953 : Flickan från Backafall
- 1954 : I rök och dans
- 1955 : Så tuktas kärleken
- 1955 : Stampen
- 1955 : Giftas
- 1956 : Tarps Elin
- 1956 : Egen ingång
- 1957 : Skorpan
- 1957 : Med glorian på sned
- 1957 : Gäst i eget hus
- 1957 : Prästen i Uddarbo
- 1959 : Sängkammartjuven
- 1960 : Domaren
- 1960 : Tre önskningar
- 1961 : Ljuvlig är sommarnatten
- 1962 : Nils Holgerssons underbara resa (voz)
- 1966 : Heja Roland!
- 1966 : Här har du ditt liv
- 1967 : Jag är nyfiken - gul
- 1971 : Lockfågeln
- 1972 : Mannen från andra sidan
- 1972 : Mannen som slutade röka
- 1973 : Maîtresse
- 1974 : Lacombe Lucien
- 1975 : Monismanien 1995
- 1977 : Paradistorg

## Producciones televisivas
- 1958 : Påsk
- 1962 : Kvartetten som sprängdes
- 1962 : Handen på hjärtat
- 1963 : Smutsiga händer
- 1963 : Medea
- 1963 : Topaze
- 1964 : Markisinnan
- 1967 : Candida
- 1975 : Kurtisanernas liv

## Teatro radiofónico
- 1953 : Midsommar, de August Strindberg, dirección de Palle Brunius[52]